# Monitor ERP Arena

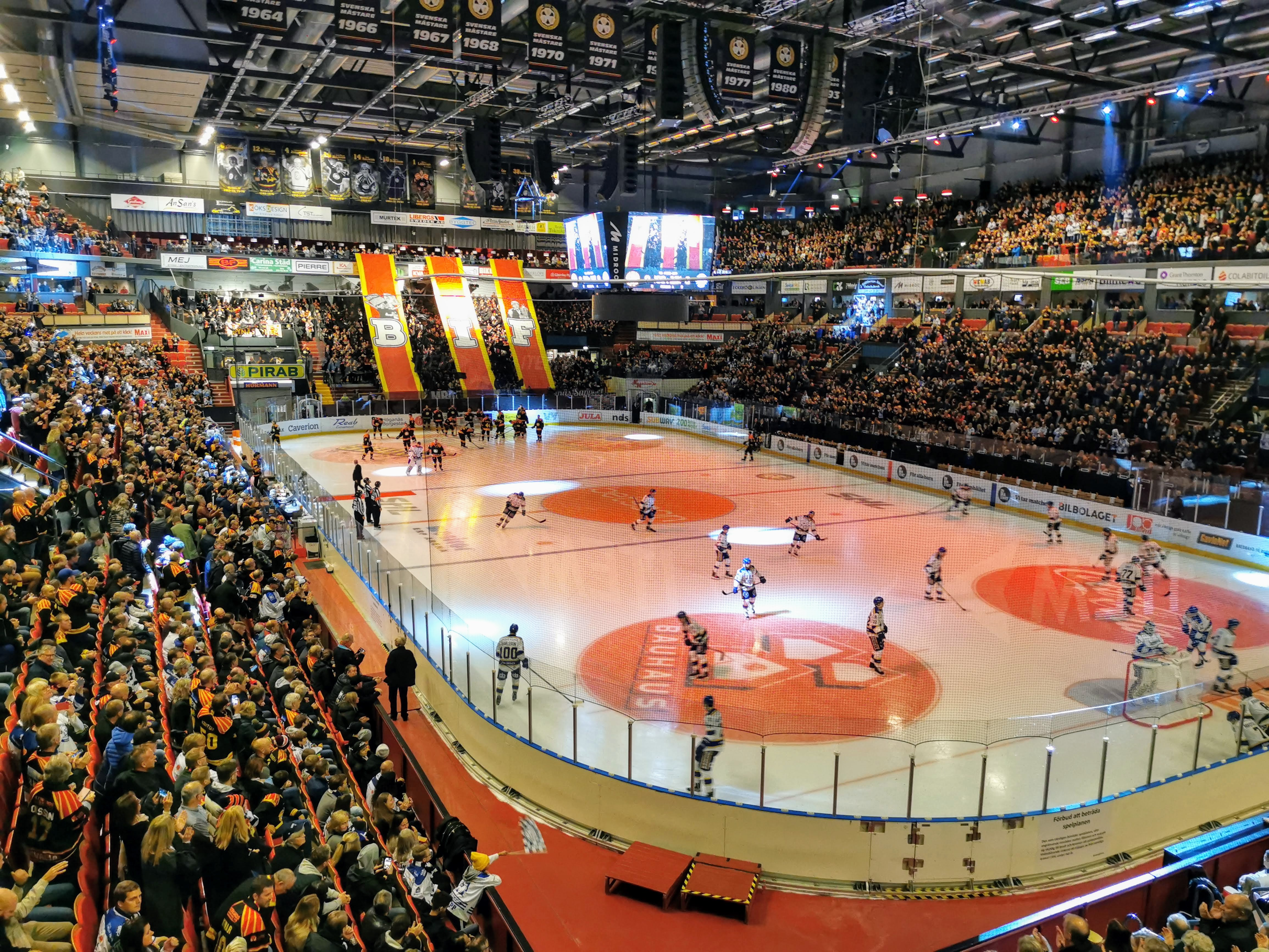
Interiör.

Monitor ERP Arena, tidigare kallad Gavlerinken Arena (2014–2019), Läkerol Arena (2006–2014) och Gavlerinken (innan dess), är en ishall i Gävle. Arenan är hemmaarena för bland annat Brynäs IF:s ishockeylag. Även Gävle GIK och Strömsbro IF har eller har haft arenan som hemmaplan. Monitor ERP Arena ligger intill Gunder Häggstadion, GTK Hallen, Gavlevallen samt multiarenan Gavlehovshallen som innehåller tre hallar, Alfahallen, Novahallen och Omegahallen. Även Gävletravet finns i stadsdelen Sätra i norra delen av Gävle.
Brynäs IF investerade 2024 i en ny mediakub i Monitor ERP Arena. Den nya mediakuben har kallats för norra Europas största och är större än den som monterades i Globen samma år, mediakuben i Gävle invigdes mot Leksand den 10 oktober 2024.[källa behövs]

## Historia
Gavlerinken invigdes 28 september 1967 som ersättning för Gävle isstadion och rymde då 9 062 åskådare; av dessa platser var dock endast 3 200 sittplatser. Publikrekordet på 9 062 slogs 4 november samma år i en match mot Frölunda, där hemmalaget besegrades. Arenan har byggts om i omgångar, och sittplatserna har ökats på bekostnad av ståplatserna, vilket minskade publikkapaciteten 1995 till 6 232 personer.
Gavlerinken köptes under 2005 från Gävle kommun av Brynäs IF och under mitten av 2006 byggdes den om för ca 160 miljoner kronor med Skanska som totalentreprenör. I samband med ombyggnaden köptes namnrättigheterna av det internationella godisföretaget Leaf och arenan bytte därför namn till Läkerol Arena.
Den 3 juni 2014 blev Gävle kommun huvudpartner till Brynäs IF i ett avtal som sträckte sig över fem år. Som del av samarbetet köpte kommunen namnrättigheterna till arenan och döpte om den till Gavlerinken Arena.
Den 20 september 2019 skedde namnbyte till Monitor ERP Arena efter sponsoravtal med Monitor ERP System.